# Динарські мішані ліси
Динарські мішані ліси (англ. Dinaric Mountains mixed forests) — природний європейський екологічний регіон середземноморських лісів та чагарників, що простягнувся від східних відрогів Альп через увесь захід Балканського півострова, за класифікацією Всесвітнього фонду охорони дикої природи (WWF). Екорегіон лежить у межах Албанії, Боснії і Герцеговини, Сербії, СловенІї, Чорногорії, Італії та Хорватії. Цей екологічний регіон є частиною лісів помірного поясу Палеарктики. Для рослинного покриву цього регіону характерні мішані ліси з високим деревостоєм на основі різноманітних видів дубів. У фауністичному плані регіон цікавий як суцільний масив міграцій великих хижаків і диких копитних від передгір'їв Альп до грецьких гір Піндос. В орнітологічному відношенні екологічний регіон цікавий декількома важливими орнітологічними зонами (англ. Important Bird Area, IBA) міграцій та гніздування птахів у Європі. Незаконні полювання, вирубка лісів, неконтрольований збір рослинної сировини й нестабільна соціально-політична ситуація в регіоні значно впливають на біорізноманіття й знищують інтенсивні ділянки лісів, що залишилися практично недоторканими до нинішніх часів.
За фітогеографічним районуванням світу Армена Тахтаджяна екорегіон поділений між Східносередземноморською (південь) та Адріатичною провінціями (північ) Середземноморської області Голарктики.

## Територія
Екологічний регіон динарських мішаних лісів тягнеться з північного заходу, від самісіньких східних відрогів Альп, на південний схід, Динарським нагір'ям через ряд балканських країн до долини Дрину. На півдні межує (річкою Дрин) з піндськими мішаними лісами; на заході, від узбережжя Адріатичного моря, регіон відокремлюють іллірійські листопадні ліси; на північному сході межує з паннонськими, а на південному сході — з балканськими мішаними лісами; на півночі — з альпійськими хвойними та мішаними лісами, мішаними лісами долини річки По. Загальна площа регіону 58,2 тис. км².

## Рельєф

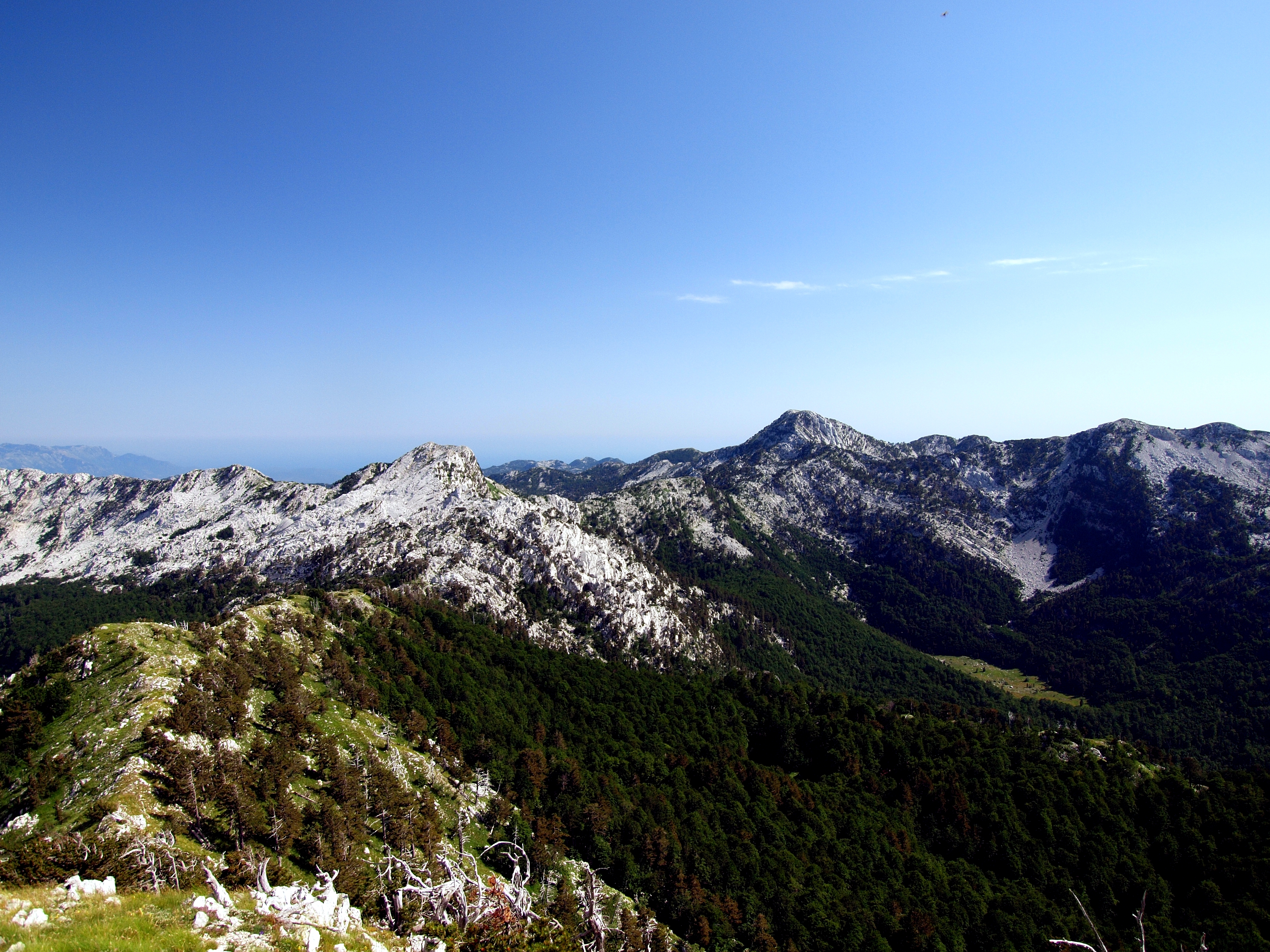
Динарське нагір'я

У геологічному плані гірські хребти Динарського нагір'я досить молоді, вони утворились в третинному періоді під час альпійського гороутворення. Африканська плита продовжує свій рух на північ, зминає в складки м'які морські відклади (вапняки, доломіти, пісковики, конгломерати) південної Європи, тому гори тут продовжують рости, а екзогенні чинники інтенсивно розчленовують рельєф, утворюючи урвисті каньйони й ущелини. В орографічному плані Динарське нагір'я розкладається на Зовнішні Динари (ближчі до Адіратики) й Внутрішні Динари (Боснія, Західна Сербія, Чорногорія). Перші складені тріасовими вапняками з вулканічними інтрузіями, другі мають більш складну літологічну структуру із значною долею доломітів та ультраосновних гірських порід. Найвищі вершини приурочені до південної околиці — хребет Проклетіє.
Для рельєфу цього регіону характерним є інтенсивний розвиток карсту, найбільший поблизу гір Гільєва, Пестер, Златібор, Златар і Тара.

## Клімат
У кліматичному плані південна частина регіону відноситься до середземноморського типу субтропічного поясу зі спекотним сухим літом та вологою відносно теплою зимою, а північна до помірного поясу з достатнім зволоженням. За класифікацією Кеппена, середземноморський з рівномірним зволоженням на півдні й помірно холодний гірський з рівномірним зволоженням — Cfs і Dfs, відповідно. Річна сума атмосферних опадів становить 1500—2000 мм; найвологіше місце — хребет Проклетіє на кордоні Чорногорії та Албанії (3000 мм на рік). Середні температури липня +15…+20 °C, січня — -10…0°C, що трохи прохолодніше ніж на адріатичному узбережжі. У горах випадає достатня кількість снігу взимку щоб могли утворюватись лавини і декілька невеличких льодовиків в Дурмітор і Проклетіє.

## Ґрунти
Для Внутрішніх Динар характерні гірські бурі лісові ґрунти, у Зовнішніх переважають гірські рендзини. По долинах типові бурі лісові ґрунти.

## Рослинність

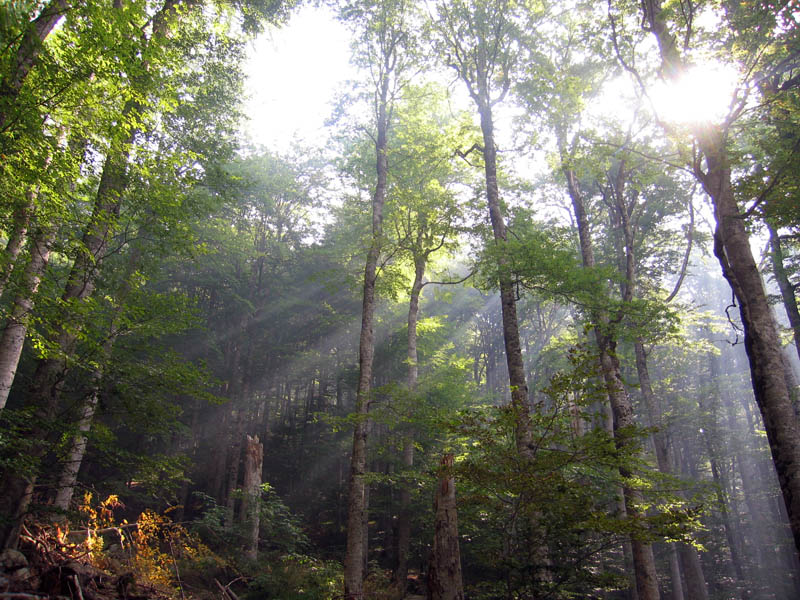
Широколистяний ліс Біоградської гори

Значний перепад висот явно виділяє дві лісові формації. У низинах та на незначних висотах це широколистяні породи, здебільшого буку європейського (Fagus sylvatica), а на висотах у 1200—2500 м поширені мішані ліси з переважанням хвойних порід: ялина європейська (Picea abies), ялиця біла (Abies alba), чорна сосна (Pinus nigra). На найвищих ділянках гір — альпійські луки.
Загалом мішані ліси з ялиці, ялини та буку можна зустріти майже всюди в цьому регіоні. Серед хвойних ендемічних реліктів варто відзначити ялину сербську, або оморіку (Picea omorika), значний масив якої зберігся в Боснії і Герцеговині.
Мішані дубово-букові ліси переважають на середніх і низьких висотах на родючих ґрунтах за достатньої суми річних опадів, по річковим долинам і каньйонам, на схилах обернених до моря. Деревостій в таких лісах представлений різноманітними видами дубів: густим (Quercus frainetto), пухнастим (Q. pubescens), австрійським (Q. cerris), звичайним (Q. robur) й скельним (Q. petraea); грабом (Carpinus betulus) і ясенем звичайними (Fraxinus excelsior), берестом (Ulmus minor), липою (Tilia), горобиною (Sorbus), кленом (Acer).
Флористичний ендемізм гірських хребтів Динар перевищує 10 % (на деяких ділянках). У рефугіумах каньйонів можна зустріти релікти третинного періоду: форзицію (Forsythia europaea), бузок (Syringa vulgaris). Багато рослин, пов'язаних з цими лісовими екосистемами, мають дуже обмежений ареал (багато ендеміків гір Велебіт) і внесені 1997 року до Червоного списку МСОП як такі, що перебувають під загрозою зникнення.

## Тваринний світ
У горах мешкають великі хижаки; бурий ведмідь (Ursus arctos), рись (Lynx lynx), вовк (Canis lupus), що полюють на великих травоїдних: козуль (Capreolus capreolus), оленів (Cervus elaphus) і сарн (Rupicapra rupicapra).
Для екологічного регіону характерна видова різноманітність птахів. У горах можна зустріти таких характерних птахів: глухар (Tetrao urogallus), білоголовий сип (Gyps fulvus), сапсан (Falco peregrinus) і боривітер (F. tinnunculus). У межах екорегіону декілька важливих зон міграції та гніздування птахів.

## Охорона природи

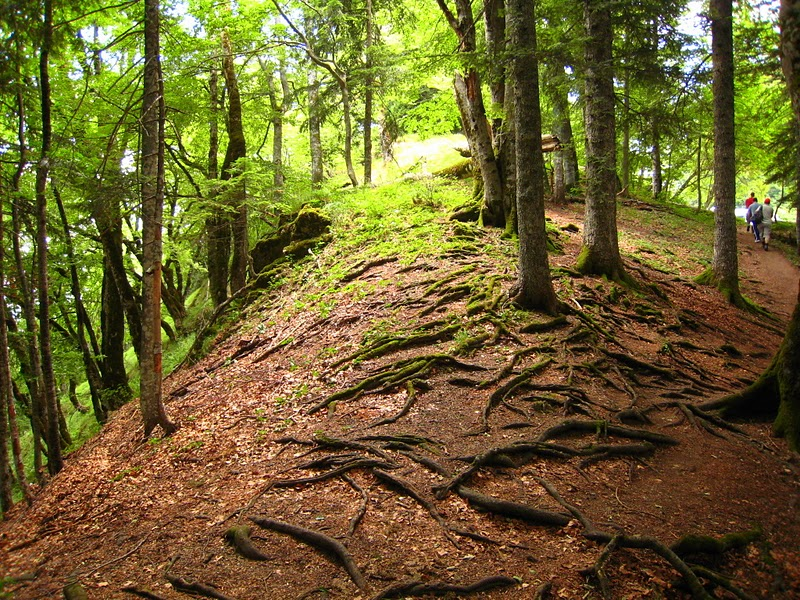
Реліктовий мішаний ліс Перучица

Незначна густота населення гірських масивів та місцевий спосіб господарювання, що не приносив значної шкоди рослинним угрупованням, дозволили зберегтись недоторканими продуктивним ділянкам лісів. Але людський вплив історично залишив значний слід на біорізноманітті цього регіону, передусім фауністичному. Швидкій деградації місцевих лісів через інтенсивні неконтрольовані рубки і пожежі сприяли балканські військові конфлікти кінця XX століття. Цей антропогенний тиск, через складну соціально-політичну ситуацію в південній частині регіону, не зменшується і в XXI столітті. Незаконні рубки в лісах, полювання на види, що знаходяться під охороною, неконтрольований збір диких рослин, включно з ендеміками — усе це відбувається навіть на територіях, що узяті державами колишньої Югославії та Албанії під свою охорону.
Задля збереження дикої природи динарських мішаних лісів створено ряд національних парків та резерватів:
- У Боснії і Герцеговині це реліктовий ліс Перучица (серб. Перућица) на території національного парку Сутьєска (серб. Национални парк Сутјеска).
- У Чорногорії — ліс площею 1600 га у національнім парку Біоградська гора (чорн. Biogradska gora).